# Apatxes occidentals

Segell de la tribu apatxe San Carlos

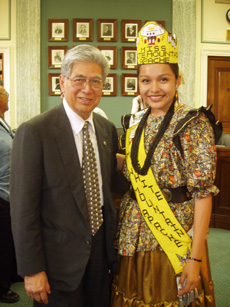
Daniel Akaka i Miss Apatxe White Mountain

Els apatxes occidentals són els pobles apatxes que actualment viuen principalment al centre-est d'Arizona, als Estats Units. La majoria viuen a reserves. Les reserves Fort Apache, San Carlos, Yavapai-Apache, Tonto Apache, i Fort McDowell Mohave-Apache són la llar de la majoria dels apatxes occidentals i on la base de llurs tribus reconegudes federalment. Endemés, hi ha nombroses bandes. Les bandes apatxes occidentals s'anomenen a si mateixes Ndee (Indé) (“el poble”), a causa de les diferències dialèctiques de les bandes Pinaleño/Pinal i Arivaipa/Aravaipa dels apatxe San Carlos usen el terme Innee o Nnēē:.
Els diversos dialectes de l'apatxe occidental (anomenat per ells Ndee biyati' / Nnee biyati') formen una branca de la família de les llengües atapascanes meridionals. El navaho està relacionat amb les altres llengües apatxes, però ambdós pobles porten separats lingüísticament i culturalment centenars d'anys. Altres pobles indígenes que parlen llengües atapascanes es troben a Alaska i Canada.
L'antropòleg Grenville Goodwin (1938) classificà els apatxes occidentals en cinc grups basats en llurs dialectes i cultura:
- Cibecue,
- Northern Tonto,
- Southern Tonto,
- San Carlos,
- White Mountain.

Des de Goodwin altres investigadors han qüestionat la conclusió de cinc grups lingüístics, però han coincidit en tres dialectes principals apatxes amb diversos subgrups: 
- San Carlos,
- White Mountain
- Dilzhe'e (Tonto).

Uns 20.000 apatxes occidentals encara parlen la seva llengua nadiues i fan esforços per preservar-la. S'empren sovint mestres bilingües en els graus elementals més baixos per accelerar aquest objectiu, però segueix sent dominant la tendència cap als nens que aprenguin a parlar només anglès, barrejat ocasionalment amb espanyol.
En relació amb la cultura, les escoles tribals ofereixen classes d'artesanies natives, com la cistelleria, fer arcs, fletxes, llances, escuts, bressols per a nadons, vestits nadius de pell d'ant per a les dones joves i la fabricació de joieria de plata (sovint pels homes) a nivell de primària i secundària.

## Bandes i tribus apatxes occidentals
- Apatxe White Mountain de la reserva índia Fort Apache (Dzil Łigai Si'án Ndee - ‘Poble de les Muntanyes Blanques', espanyol: Apatxe Sierra Blanca, oscil·lant entre les White Mountains al nord sobre les Muntanyes Gila al sud sobre les muntanyes Pinaleno, vivint al llart de la confluència nord del riu White, Turkey Creek, riu Black i el riu Gila, el grup apatxe occidental més aïllat i oriental), tribu reconeguda federalment que inclou el clan Tca-tci-dn o "Dischiidn" (“gent dels estrats de roca vermella”) de la banda principal carrizo del cap Pedro dels apatxes cibecue, que no foren forçats a traslladar-se a San Carlos en 1875[2][3]
  - banda White Mountain Occidental (Łįįnábáha, Laan Baaha o Łįįnábáha dinéʼiʼ - ‘Moltes persones van a la guerra’, també anomenats Coyoteros o apatxes coyotero)
  - banda White Mountain Oriental (Dził Ghą́ʼ o Dzil Ghaa a - ‘Gent dalt de la muntanya’)
    - Dzil Nchaa Si An (′Gen gran assentada a la muntanya′, i.e. ′Poble de Mount Graham′)[4]
- Cibecue apatxe (derivació espanyola de l'endònim Dishchíí Bikoh - ‘Poble del Canyó Roig’, es movien al nord del Salt River molt pe sobre del Marge Mogollón a l'oest de les muntanyes Mazatzal), avui tots part de la tribu reconeguda federalment dels apatxe White Mountain de la reserva Fort Apache.
  - banda Canyon Creek (Gołkizhn - ‘Gent pintada al cim’, probablement es refereix a una muntanya que estava esquitxada de ginebres, van viure al llarg de Canyon Creek, un tributari del riu Salt al Marge Mogollón, band occidental dels apatxes cibecue)
  - banda Carrizo (Tłʼohkʼadigain, Tłʼohkʼadigain Bikoh Indee - ‘Gent del canyó de la fila de bastons blancs', vivien al llarg de Carrizo Creek, un tributari del riu Salt, banda oriental dels apatxes cibecue)
  - banda Cibecue (Dziłghą́ʼé, Dził Tʼaadn o Dził Tʼaadnjiʼ - ‘Gent de la base de la muntanya/gent del costat de la muntanya’, vivien al llarg de Cibecue Creek, un tributari del riu Salt, banda central o mitjana dels apatxes cibecue)
- Apatxe San Carlos de la reserva San Carlos (Tsékʼáádn - “gent del metate”, vivien en ambdós costats del riu San Pedro i als turons de les muntanyes Santa Catalina vora Tucson), una tribu reconeguda federalment composta pels grups propers als apatxes San Carlos dels cibecue (excloent el clan Tca-tci-dn (“gent dels estrats de roca vermella”) de la banda carrizo, alguns Tonto apatxe, lipans així com alguns chiricahua.
  - Banda Apatxe Peaks (Nadah Dogalniné - ‘Gent del mescal espatllat’, ‘Gent del mescal sense gust’, també anomenats Bichi Lehe Nnee - ′gent que va fugir a les muntanyes′, vivien al nord-est de Globe entre el riu Salt i els Apache Peaks tan a l'est com Ishįį (“Sal”) al riu Salt, entre les boques de Cibicue Creek i Canyon Creek)
  - Banda San Carlos (Tsandee Dotʼán - ‘gent que es posa sola al costat del foc’, o simplement Tsékʼáádn - “gent del metate”, o San Carlos, també anomenats Tiis Zhaazhe Bikoh - ′gent del petit canyó d'alber′, vivien i conreaven al llarg del riu San Carlos, un tributari del riu Gila)
  - Banda Pinaleño/Pinal (Tʼiisibaan, Tʼiis Tsebán o Tiis Ebah Nnee - ‘gent de l'hibiscus gris en la roca’, ′gent de l'hibiscus gris en forma de tronc′, el nom dels arbres a la desembocadura del riu San Pedro i llurs granges al llarg de Pinal Creek anomenats Tʼii Tsebá, vivien a les muntanyes Mescal a l'oest del límit septentrional dels Apache Peaks a l'est, cap al nord a través del riu Salt River i a les parts nord i est de les Muntanyes Pinaleno (Pinal Mountains, Dzi£ Nnilchí' Diyiléé - ‘muntanyes plenes de pins')[5] al sud-est cap el riu Gila, juntament amb els seus aliats Hwaalkamvepaya dels Guwevkabaya-Yavapai i els seuys parents arivaipa caçaven i acampaven a les Muntanyes Dripping Springs al sud-oest, vivint generalment al nord de la banda arivaipa)
  - Banda Arivaipa/Aravaipa (Pima: ‘covards, ‘dones', anomenats pels apatxes Tsé hiné, Tséjìné o Tsee Zhinnee - ‘gent de les roques fosques' o ‘gent de les roques negres', per les roques negres de la seva àrea de distribució a la vall Aravaipa Creek, les muntanyes Galiuro, les muntanyes Santa Teresa, muntanyes Santa Catalina i muntanyes Rincon (Itah Gos'án - ″Seuen força plegats″) i al límit sud de les Muntanyes Pinaleno,[6] juntament amb llurs aliats Hwaalkamvepaya dels Guwevkabaya-Yavapai i llurs parents Pinaleño/Pinal kcaçaven i acampaven a les Muntanyes Dripping Springs al nord-oest)
    - Tséjìné (Tsé hiné o Tsee Zhinnee - ‘gent de les roques fosques' o ‘gent de les roques negres', arivaipa pròpiament dits, ja que van superar als Tsé Binestʼiʼé llur nom va ser usat per tots els arivaipa)
    - Tsé Binestʼiʼé (‘gent encerclada per roques')
    - Dzil Dlaazhe (també apatxe Mount Turnbull Apache, una banda mixta Guwevkabaya (Kwevekapaya) - (Arivaipa ?))[4]
- Tonto apatxe (autònim: Dilzhé`e, els chiricahua els anomenaven Ben-et-dine - ‘salvatge’, ‘boig’; llurs veïns apatxes occidentals els anomenaven Koun`nde - ‘aquells a qui no entens', ‘gent aspra i salvatge’, noms adaptats pels espanyols com a Tonto; els Dine anomenaren als Tonto apatxe i veïns yavapais Dilzhʼíʼ dinéʼiʼ - ‘gent amb veus agudes', vivien als San Francisco Peaks, riu East Verde i Canyó Oak Creek al llarg del riu Verde a les Muntanyes Mazatzal i el riu Salt al SO i la Conca Tonto al SE, estenent-se cap a l'est vers el riu Little Colorado, van ser el grup més occidental dels apatxes occidentals)
  - Tonto del nord (habitaven la conca alta del riu Verde i es movien al nord cap a les Muntanyes San Francisco al nord de Flagstaff)
    - Banda Bald Mountain (Dasziné Dasdaayé Indee - ‘Poble del porc espí assegut damunt’, vivien per Bald Mountain o Squaw Peak, al cantó occidental del vall Verde, al sud-oest def Camp Verde. Es dedicaven totalment a la cacera, la pesca i a recollir plantes. Formaren una banda mixta bilingüe amb els Wi:pukba (Wipukepa) o yavapais del nord-est)
    - Banda Fossil Creek (Tú Dotłʼizh Indee - ‘poble de l'aigua blava’, tenien algunes granges a Fossil Creek, Clear Creek i al riu Verde River sota la boca de Deer Creek, caçaven i recollien a l'oest del riu Verde, al nord-oest del territori de la banda Oak Creek i al nord-est d'Apache Maid Mountain. Formaren una banda mixta bilingüe amb la banda Matkitwawipa dels Wi:pukba (Wipukepa) o yavapais del nord-est)
    - Banda Mormon Lake (Dotłʼizhi HaʼitʼIndee - ‘Poble que puja per la carretera tuquesa’, vivien a l'est de Mormon Lake vora al cap del Canyó Anderson i van variar fins a la falda sud de les muntanyes de San Francisco, a Elden Mountain vora Flagstaff, al voltant dels llacs Mormon, Mary's, Stoneman's i Hay, i als canyons Anderson i Padre. Com que van ser exposats als navajos hostil al nord i l'est depenien enterament de la caça i la recol·lecció de vegetals silvestres per al seu manteniment. Només la banda de Mormon Lake es compon enterament de Tonto apatxe.)
    - Banda Oak Creek (Tsé Hichii Indee - ‘Poble de la roca vermella horitzontal’, vivien vora l'actual Sedona, al llarg d'Oak Creek, Dry Beaver Creek, Wet Beaver Creek i al sud de la cara oriental del riu Verde entre Altnan i West Clear Creek, a l'est cap als llacs Stoneman's i Mary's, i cap al nord al llac Roger's i Flagstaff. Formaren una banda mixta bilingüe amb la banda Wiipukepaya dels Wi:pukba (Wipukepa) o yavapais del nord-est)

  - Tonto del sud (vivien a la Conca Tonto del riu Salt al sud i cap al riu East Verde, incloses les muntanyes Sierra Ancha, muntanyes Bradshaw i Mazatzal)
    - Banda Mazatzal (Tsé Nołtłʼizhn - ‘Poble de les roques en una línia de verdor’, vivien principalment a les faldes orientals de les Muntanyes Mazatzal, formaren bandes mixtes bilingües amb els grups locals Hakayopa i Hichapulvapa de la banda Wiikchasapaya (Wikedjasapa) dels Guwevkabaya (Kwevkepaya) o yavapais sud-orientals)
    - Semibanda Dil Zhęʼé (‘persones amb veus agudes', primera i més importants semi-banda amb el nom de la qual eren conegudes les cinc restants semi-bandes, alguns Dil Zhęʼé a Sierra Ancha formaren la banda mixta bilingüe Matkawatapa amb membres de la banda Walkamepa dels Guwevkabaya (Kwevkepaya) o yavapais del sud-est)
    - Segona semibanda
    - Tercer semibanda
    - Quarta semibanda
    - Cinquena semibanda
    - Sisena semibanda

Sovint grups de Wi:pukba (Wipukepa) i Guwevkabaya (Kwevkepaya) dels yavapais convivien amb els Tonto Apatxe (així com amb bandes d'apatxes San Carlos) en ranxeries bilingües, i no podien ser distingits pels forasters (nord-americans mexicans o espanyols) és sobre la base de la seva "llengua materna." Yavapais i apatxe en conjunt eren referits sovint com a Tonto o Tonto Apaches. Per tant, no sempre és fàcil saber si ocupava ara exclusivament amb yavapaia o apatxes, o aquestes bandes mixtes. Els Wi:pukba (Wipukepa) i Guwevkabaya (Kwevkepaya) eren, a causa de llur proximitat ancestral i cultural amb els apatxes tonto i San Carlos, anomenats sovint incorrectament Yavapai Apaches o Yuma Apaches. Els Ɖo:lkabaya (Tolkepaya), grup sud-occidental dels yavapais, i els hualapais (un altre poble yuma) també eren anomenats Yuma Apatxes o Mohave Apatxes.

## Notables apatxes occidentals
Apatxes White Mountain
- Alchesay (també William Alchesay i Alchisay, 17 de maig de 1853 – 6 d'agost de 1928), fou cap dels apatxes White Mountain i escolta apatxe. Va rebre la més alta condecoració militar estatunidenca al valor, la Medal of Honor per les seves actuacions durant les Guerres apatxes i les guerres Yavapai. Intentà convèncer Geronimo de rendir-se pacíficament i es van mantenir amics fins a la seva mort. Més tard esdevingué un ramader prominent, viatjà sovint a Washington D.C., i fou actiu en afers indis.)
- Bylas (també Bailish, cap de la banda Eastern White Mountain, de qui pren el nom l'actual assentament de Bylas a la reserva San Carlos, dividida en dues comunitats, una dels White Mountain, l'altra de San Carlos i Southern Tonto Apache)
- Francisco (cap dels Western White Mountain {o Coyotero}, podria haver estat identificat com a Na-ginit-a, molt relacionat amb el cap chiricahua Cochise, i ambdós moriren emmetzinats a finals de la dècada de 1870)
- Esh-kel-dah-sila (Eskiltesela, Esketeshelaw, Haskɛdasila - “Ell està constantment enfadat”, Heske-hldasila, també conegut com a Ull clar Eskeltesela, fl. c. 1850-1875, cap del clan Nadostusn (Nddohots'osn, Ndhodits o Naagodolts'oosri - “gent del pic prim dempeus”) i de tota la banda Eastern White Mountain, el més respectat i prominent cap Eastern White Mountain de la història, va mantenir aliances amb hopi i zuni, oferí terres per a l'establiment de Camp Apache (després Fort Apache), Pedro i la seva banda carrizo d'apatxes cibecue van obtenir permís d'ell per establir-se prop de Fort Apache al territori dels apatxes White Mountain, ell i la seva banda en general estaven mal disposats amb les bandes d'apatxes cibecue de Miguel, Diablo i Pedro, que s'allistaren com a escoltes apatxes en 1871 i van fer d'escoltes contra els “problemàtics” de la banda d'Esh-kel-dah-sila)
- Polone (succeí en 1873 Esh-kel-dah-sila com a cap de la banda apatxe Eastern White Mountain)
- Jay Tavare, actor d'ascendència apatxe White Mountain i navajo.

Cibecue Apatxe
- Miguel (també conegut com a Miguel un ull o El Tuerto, Esh-ke-iba, Es-chá´-pa, Es-ca-pa, a vegades anomenat Pin-dah-kiss, ca. ? - †1871, cap del grup local dominant i clan de la banda Carrizo band, durant la dècada de 1850 i 1860 fou el cap més prominent dels carrizo, en 1869 Miguel i el seu germà petit Diablo iniciaren relacions entre els americans i els apatxes cibecue i White Mountain, el que va conduir a l'establiment de Fort Apache (primer com a Camp Apache en 1870). Subministrà reclutes per a la primera unitat d'Escoltes Apatxes en 1871, raó per la qual els apatxes cibecue es van veure obligats a establir-se prop de Camp Apache en territori White Mountain a la primavera de 1874. Va ser assassinat poc després durant una baralla amb els apatxes White Mountain i es va fer càrrec del lideratge el seu germà Diablo qui venjà la seva mort)
- Diablo (El Diablo, Es-ki-in-la, Eskiniaw, Esh-ken-la, c. 1846 - †30. Ago.1880, després de la mort del seu germà gran Miguel en 1874 durant una disputa amb els apatxes White Mountain, esdevingué el més prominent cap de la banda carrizo, en la tardor de 1874 s'allistà com a escolta i ascendí a sergent, en gener de 1876 ell i la seva banda junt amb altres bandes cibecue foren obligats a traslladar-se a la reserva San Carlos, només la banda de Pedro se li va permetre quedar-se a Fort Apache, cosa que va provocar disputes. La banda de Diablo atacà la banda de Pedro el 30 d'agost de 1880 prop de Fort Apache, amb el resultat de la mort del mateix Diablo, que no s'ha de confondre amb Esh-kel-dah-sila, el més prominent cap apatxe Eastern White Mountain del seu temps)
- Pedro (Hacke-yanil-tli-din, també conegut com a Pedro, l'Imitador, ca. 1835 - †1885, cap del clan tca-tci-dn (també cacidn, tea-tci-dn o tsee hachiidn - “gent dels estrats de roca vermella”) i grup local de la banda carrizo,[8] durant una disputa de clan a començaments de la dècada de 1850 va ser expulsada de Carrizo Creek per Miguel, després de dos anys el cap Eastern White Mountain Esh-kel-dah-sila li va permetre assentar-se vora Fort Apache. La banda de Pedro es van casar amb apatxes White Mountain, de manera que es van classificar com apatxes White Mountain però van conservar llaços de clan amb la banda Carrizo dels apatxes cibecue ell i el seu segundo (o cap guerrer) Yclenny juntament amb els caps apatxe White Mountain Alchesay i Petone assassinaren Diablo el 30 d'agost de 1880, (sovint confós amb Esh-kel-dah-sila, el més prominent cap apatxe Eastern White Mountain aleshores) en defensa pròpia, en revenja per la mort de Diablo fou disparat als genolls però va sobreviure, només Petone fou ferit mortalment, fou un amic constant dels americans)
- Petone (fill de Pedro, succeí el seu pare cap al 1873 com a cap de la banda carrizo de Pedro dels apatxes cibecue, ara classificats com a apatxes White Mountain, es va veure involucrat en l'assassinat de l'influent cap de la banda carrizo, Diablo, el 30 d'agost de 1880; mig any després en febrer de 1881 membres de la banda de Diablo intentaren venjar la seva mort. En la batalla Pedro fou disparat als genolls i Alchesay al pit, però ambdós sobrevisqueren, mentre que Petone fou ferit mortalment)
- Capitán Chiquito (cap de la banda cibecue, no s'ha de confondre amb el cap apatxe Pinaleño del mateix nom)
- Nock-ay-det-klinne (Nakaidoklini, Nakydoklunni - “mexicà tacat o pigat”, anomenat pels blancs Babbyduclone, Barbudeclenny, Bobby-dok-linny i Freckled Mexican Matthews, cap de la banda Cañon Creek i home medicina respectat entre el seu poble, va fer danses i reclamà tornar a la vida dos caps morts, el cap de la banda Carrizo Diablo i el cap de banda cibecue Es-ki-ol-e, per por d'un aixecament apatxe l'exèrcit intentà arrestar-lo provocant la batalla de Cibecue Creek el 30 d'agost de 1881, després que esclataren els combats se sospita que els exploradors apatxes es van amotina. Els apatxes atacaren principalment el camp de tir, però quan els exploradors es van girar contra els soldats, la batalla va acabar amb una estratègica victòria apatxe, malgrat la seva incapacitat per rescatar el seu líder, a causa de la retirada dels soldats. Després de la batalla, l'exèrcit americà enterrat sis soldats, Nock-ay-det-klinne, la seva esposa, i el seu fill petit, que fou assassinat mentre intentava muntar en el cavall del seu pare en la batalla. L'afer cibecue desencadenà un aixecament regional apatxe, en què els principals líders de bandes chiricahua com Naiche (c. 1857-1919), Juh (c. 1825 – Nov. 1883), i Gerónimo (June 16, 1829 – Feb.17, 1909), deixaren la reserva i anaren a la guerra a Arizona, Nou Mèxic i nord de Mèxic. La guerra va durar prop de dos anys i acaba amb la derrota dels apatxes)
- Ne-big-ja-gy (també anomenat Ka-clenny i Es-keg-i-slaw, germà i segon de Nock-ay-det-klinne, home medicina i cap de la banda Cañon Creek, succeí el seu germà com a cap de la banda Cañon Creek)
- Sánchez (Bé-cbiɣo'dn - “Dents de metall” o “Dents de ferro”, successor de Diablo com a cap de la banda Carrizo Creek, que constava de 250 homes i vivia a Carrizo Creek, 12 milles al nord de Carrizo Crossing,força associat a Nock-ay-det-klinne)

San Carlos Apatxes
- Casador (Casadora, Nànt'àntco - “gran cap”, era el principal cap de la banda San Carlos, abans de tornar-se renegat)
- Eskinospas (Eskenaspas, Hàckíná-sbás - “Circular enfadat”, anomenat pels bvlancs Nosy, cap d'un grup local de la banda arivaipa)
- Santo (cap apatxe arivaipa, sogre d'Eskiminzin)
- Eskiminzin (també Hashkebansiziin, Hàckíbáínzín - "Enfadat, homes en línia per a ell", * 1828 vora les Muntanyes Pinal com a Pinaleño, per matrimoni amb els arivaipa, esdevingué un d'ells i més tard llur cap, ell i la seva banda juntament amb la banda Pinaleño de Capitán Chiquito foren atacats el 30 d'abril de 1871 en la massacre de Camp Grant per William S. Oury i Jesús María Elías, que els culpaven de cada depredació al sud d'Arizona dels 500 apatxes Camp Grant i van contactar amb el vell aliat Francisco Galerita, líder dels Tohono O'odham a San Xavier per venjar-se. Uns 144 apatxes van ser assassinats i mutilats pels Tohono O'odham (tots menys vuit eren dones i nens) i 27 nens van ser venuts com a esclaus a Mèxic pels Tohono O'odham i els mateixos mexicans. Va morir el 1894 a la Reserva San Carlos)
- Capitán Chiquito (Cap de la banda Pinaleño, junt amb el cap arivaipa Eskiminzin fou víctima de la massacre de Camp Grant per mexicans i llurs aliats Tohono O'odham, després de la massacre els supervivents arivaipa i pinaleño marxaren cap al nord amb llurs aliats tonto apatxe i yavapai, plegats van fer incursions i lluitaren contra els americans fins a la Campanya de la Conca Tonto del general George Crook de 1872 i 1873)
- Talkalai (Talkali, *1817 - † 4 de març de 1930, Miami, cap de la banda Apache Peaks, serví com a cap dels escoltes sota tres diferents generals estatunidencs, Crook, Miles, i Howard. L'abril de 1887 fou el líder dels escoltes que havien marxat 400 milles dins Mèxic i capturat Geronimo. una vegada va salvar la vida del seu bon amic John Clum, primer agent indi a la reserva índia San Carlos, disparant al seu propi germà. Aquest acte va indignar alguns del membres de la seva banda i es va veure obligat a fugir de la reserva cap a la ciutat de Miami, Arizona. També era un amic dels Earps a Tombstone i havia estat convidat pel president Groover Cleveland a la Casa Blanca)
- Michael Minjarez, actor i supervisor lingüístic apatxe